# Puttgarden

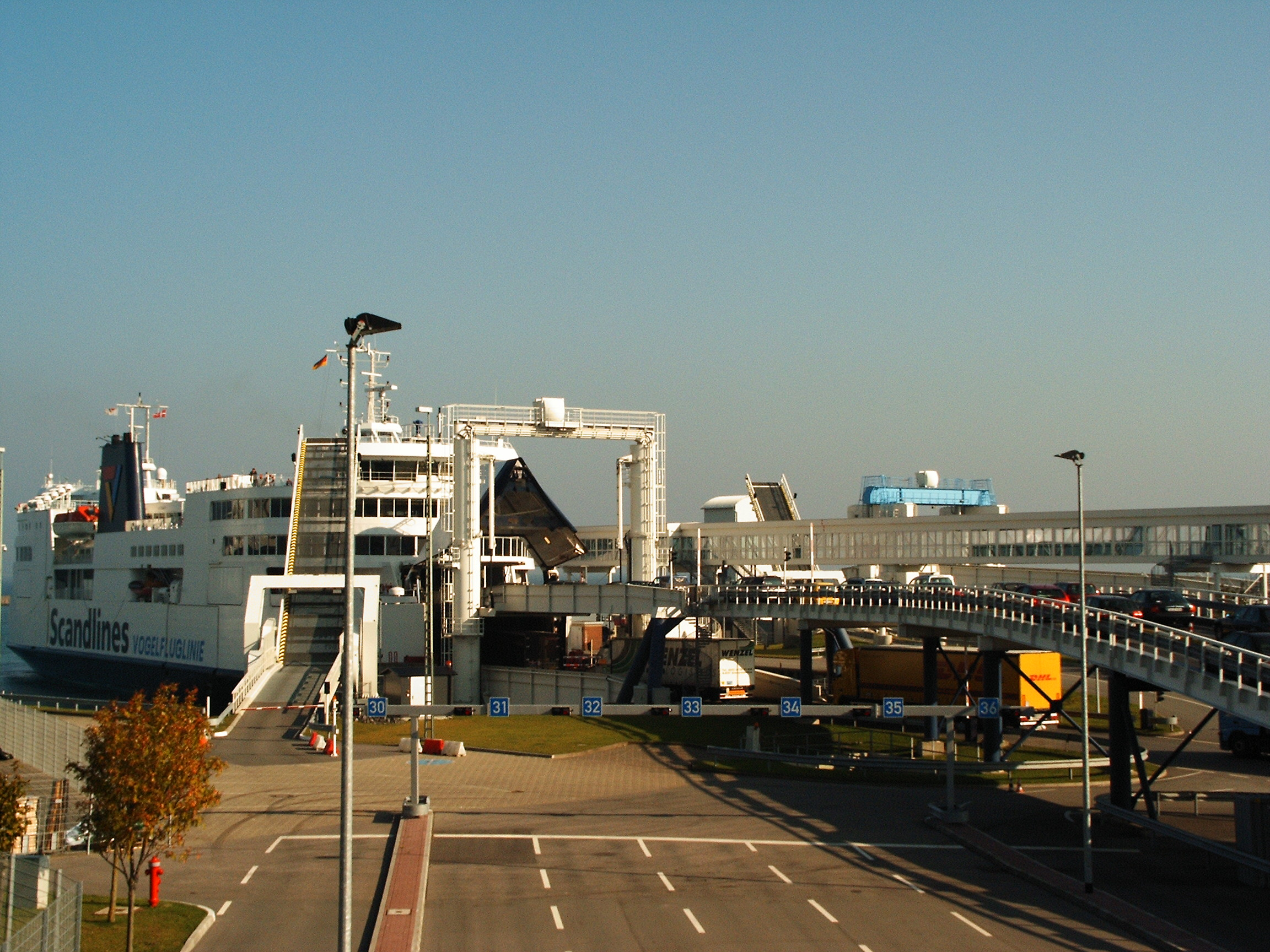
Transbordador de Puttgarden

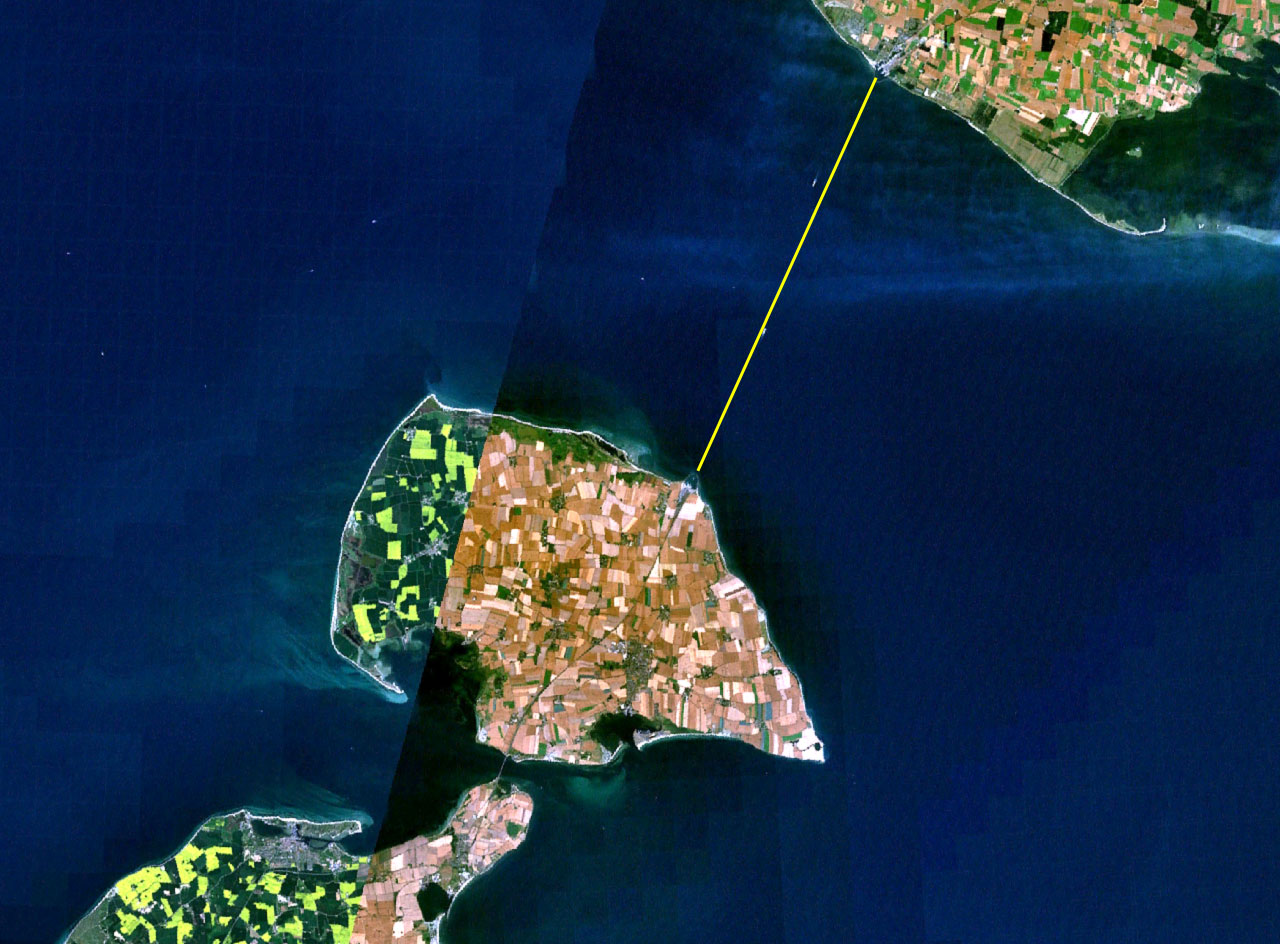
Imagen satélite del Vogelfluglinie

Puttgarden es un pueblo en la isla alemana de Fehmarn. Se encuentra en una ruta importante entre Alemania y Dinamarca conocida como el Vogelfluglinie, que conecta el estrecho de 18 km, el Fehmarnbelt, a Rødby en la isla de Lolandia.

## Visión general
Una terminal de transbordador fue construida en Puttgarden en 1961-en el mismo año Fehmarn se conectó conectado al continente mediante un puente. De 1945 a 1963, la ruta de ferry de Alemania Occidental a Dinamarca conectaba Großenbrode con Gedser. Desde la construcción del Puente del Gran Belt en Dinamarca, la ruta ferroviaria de Puttgarden ha perdido afluencia , pero el puerto es todavía utilizado por los transbordadores de Scandlines . El servicio es frecuente, con cuatro transbordadores que dan una conexión cada 30 minutos, las 24 horas del día.

## Futuro túnel/puente
Un enlace fijo — un puente o un túnel — está planeado a través del estrecho. Originalmente planeado como puente, el plan actual es para un túnel, comprendiendo tanto una carretera como un enlace de raíl. El gobierno danés financiará construcción. Está planeado para ser completado en 2021.